# Kolbása
Kolbása (szlovákul: Brezina, korábban Kolbáš) község Szlovákiában, a Kassai kerület Tőketerebesi járásában.

## Fekvése
Tőketerebestől 17 km-re, délnyugatra fekszik.

## Története
1300-ban „Kulkasa” alakban említik először. 1365-ben „Kolbasa”, 1427-ben „Kolbaza” alakban szerepel. Lakói főként földművesek voltak, illetve különböző kézműves mesterségeket űztek: kosárfonók, favágók, takácsok, kovácsok, bognárok voltak. Görögkatolikus plébániáját 1711-ben alapították, a templomot 1785-ben építették. Anyakönyveit 1787-óta vezetik. 1715-ben malma és 9 adózója volt. 1787-ben 84 házában 556 lakos élt.
A 18. század végén Vályi András így ír róla: „KOLBASA. Magyar, és tót falu Zemplén Várm. földes Urai G. Török, és több Uraságok, lakosai elegyesek, fekszik Kázmérnek, és Kozmának is szomszédságában, hegyes völgyes három nyomásbéli határja, gabonát, árpát terem, erdeje kevés, szőleje nints, rét nélkül is szűkölködik, piatza Újhelyben, és Kassán van.”
1828-ban 77 háza volt 572 lakossal. Lakói főként mezőgazdasággal, fuvarozással, seprűkötéssel és kosárfonással foglalkoztak. A 19. században még magyar-ruszin vegyes lakosságú település volt. Később egyre több szlovák telepedett le itt.
Fényes Elek 1851-ben kiadott geográfiai szótárában így ír a faluról: „Kolbása, Zemplén vmegyében, magyar-orosz falu, Abauj vmegye szélén: 87 római, 229 gör. kath., 12 evang., 180 ref., 36 zsidó lak., gör. kath. és ref. szentegyházzal. Hegyes erdős határ; 1024 hold szántóföld. F. u. többen. Ut. p. Velejte.”
Borovszky Samu monográfiasorozatának Zemplén vármegyét tárgyaló része szerint: „Kolbása, kisközség, Abauj-Torna vármegye határán fekszik és hajdan Abaujhoz tartozott. 134 házat számlál és 623 lakosa van, kiknek kétharmada magyar és református vallású. Postája Nagykázmér, távírója és vasúti állomása Kozma. 1455-ben már szerepel, a mikor a Sztáncsiaknak itt részbirtokuk van. 1460-ban a Csapiak s ezidőtájt még a Kázméri és Erdélyi családok a földesurai. 1549-ben Sztrithey Györgyöt, 1561-ben Thorma Ferenczet s 1592-ben Vékey Istvánt iktatják némely részek birtokába. 1598-ban 9 birtokosa ismeretes ú. m. Balogh Ferencz és István, Ujlaky Gergely, Leles Péter, Vékey István, Ladmóczy György, Kázméry István, Melith Vitus és Mosdósy Péter özvegye. 1745-ben Beőthy Imrét és Mihályt vezetik be némely részeibe s ugyanez időtájt még a Tót, Szepsy, Pajzsos, Ormos, Keresztes, Kolossy, Nagy, Szemere, Kazinczy, Nevitzkey, Begányi, Chernel, Dóczy, Ecsedy, Isépy, Balogh, Bydeskuthy és Kovács családoknak is volt itt birtokuk. Most a gróf Berchtold Kázméré. Halám nevű dűlője egy XV. századbeli község helyét jelöli. Ez már Zsigmond király alatt fennállott, 1576-ban praedium, vagyis puszta és Leökös Imre a földesura. Azóta teljesen elpusztult. Ide tartoznak Hegyalja- és Rakottyás-majorok, mely utóbbi hajdan szintén község volt s a hasonnevű család ősi fészke. Birtokviszonyai azonosak Kolbásáéval s csak az 1598-iki összeírásben térnek el tőle, a mennyiben akkor Vékey István, Veres Péter, Zékány István és Bornemisza Miklós voltak az urai. Az újabb korban a gróf Törököké és a báró Fischereké volt. A falubeli két templom közül a református 1801-ben, a görög katholikus a XVIII. század közepe táján épült. A református egyház nagyon régi, felirásos, vert ezüstpoharat, a gör. kath. egyház pedig ezüstkelyhet őriz, mely 1783-ból való.”
1920-ig Zemplén vármegye Sátoraljaújhelyi járásához tartozott.

## Népessége
| Év:            | 1994. | 2004.   | 2014.   | 2024.   |
| -------------- | ----- | ------- | ------- | ------- |
| Emberek száma: | 686   | 710     | 702     | 649     |
| Eltérés:       |       | +3,49 % | -1,12 % | -7,54 % |

| Év:            | 2023. | 2024.   |
| -------------- | ----- | ------- |
| Emberek száma: | 648   | 649     |
| Eltérés:       |       | +0,15 % |

1880-ban 598 lakosából 245 magyar és 293 szlovák anyanyelvű volt.
1890-ben 614 lakosából 347 magyar és 267 szlovák anyanyelvű volt.
1900-ban 623 lakosából 401 magyar és 217 szlovák anyanyelvű volt.
1910-ben 699 lakosából 487 magyar és 154 szlovák anyanyelvű volt.
1921-ben 626 lakosából 37 magyar, 7 zsidó, 2 orosz, 571 csehszlovák, 4 egyéb nemzetiségű és 5 állampolgárság nélküli volt. Ebből 376 görög katolikus, 115 református, 107 római katolikus, 21 izraelita és 7 egyéb vallású volt.
1930-ban 753 lakosából 10 magyar és 652 csehszlovák volt.
1970-ben 932 lakosából 1 magyar és 931 szlovák volt.
1980-ban 869 lakosából 860 szlovák volt.
1991-ben 737 lakosából 2 magyar és 732 szlovák volt. 
2001-ben 702 lakosából 605 szlovák, 54 cigány és 3 magyar volt.
2011-ben 711 lakosából 572 szlovák, 48 cigány, 2-2 magyar és cseh és 86 ismeretlen nemzetiségű volt. Ebből 405 görög katolikus, 154 római katolikus, 78 pravoszláv, 35 református és 8 jehovista vallású.

## Nevezetességei
- Szent Péter és Pál tiszteletére szentelt, görögkatolikus temploma 1785-ben épült.
- Református temploma 1801-ben létesült.
- Ortodox temploma 1994-ben készült.
- A Hétfájdalmú Szűzanya tiszteletére szentelt, római katolikus temploma 2005-ben épült.